# HD 109867
HD 109867，又名CP-66 1861，SAO 251980、HR 4806，是一颗恒星，视星等为6.25，位于銀經301.71，銀緯-4.35，其B1900.0坐标为赤經12h 32m 56.2s，赤緯-66° -4.35′ 34″。